# Cladonota latifrons
Cladonota latifrons är en insektsart som beskrevs av Carl Stål. Cladonota latifrons ingår i släktet Cladonota och familjen hornstritar. Inga underarter finns listade i Catalogue of Life.